# Margarita Maza
Margarita Eustaquia Maza Parada, (Oaxaca, 29 de marzo de 1826 - Ciudad de México, 2 de enero de 1871), de casada Margarita Maza de Juárez, fue esposa del presidente Benito Juárez y primera dama de México entre 1858 y 1871.

## Biografía
Margarita Eustaquia Maza Parada nació en Oaxaca, Oaxaca, en 1826. Fue adoptada por el agricultor genovés Antonio Maza y su esposa mexicana Petra Parada Sigüenza. Eran una familia exitosa y socialmente prominente en la ciudad, y ella recibió una educación refinada.
Como era común en esos años, su familia había contratado a jóvenes zapotecas para trabajar en el hogar como empleadas domésticas. Tendían a provenir de pequeños pueblos rurales. Años antes del nacimiento de Margarita, Josefa Juárez García había trabajado durante algún tiempo como criada y cocinera en el hogar Maza-Parada de clase alta. Ella y sus hermanos quedaron huérfanos después de la muerte de sus padres y abuelos. Benito Juárez, uno de sus hermanos menores, dejó su ciudad natal de San Pablo Guelatao en 1818 y llegó a la ciudad de Oaxaca a la edad de 12 años, para trabajar y recibir una educación. Josefa le ayudó a conseguir un puesto con la familia Maza, y desarrolló una estrecha relación con ellos. Hoy en día, la antigua casa de la familia Maza se conoce como Casa de Juárez y funciona como museo en su honor.
Con la ayuda de un franciscano laico que reconoció su inteligencia y deseo de aprender, Juárez entró en un seminario. Sintiéndose llamado al sacerdocio, decidió estudiar derecho en la universidad, donde también comenzó a ser políticamente activo. Fue elegido miembro del consejo municipal de Oaxaca. Obtuvo su título en derecho, ejerció varios años como abogado para establecerse y en 1841 fue nombrado juez. Había entrado en la clase profesional educada en la ciudad.

### Matrimonio y familia
Durante estos años, Margarita Maza estaba siendo educada y acercándose a la feminidad. Aceptó la propuesta de Juárez y se casó con él el 31 de octubre de 1843 en la iglesia de San Felipe Neri en la ciudad de Oaxaca. Juárez tenía 37 años y Margarita 17. Tuvieron 12 hijos juntos, siete de los cuales vivieron hasta la edad adulta: un niño y seis niñas.
Además, adoptaron a Susana Chagoya, la hija de Juárez nacida de su relación con Juana Rosa Chagoya. Su madre murió cuando la niña tenía tres años. Margarita sabía que Juárez también tenía un hijo mayor, Tereso Ortiz (nacido de su relación con María de la Cruz Ortiz, una indígena tehuana que al momento de su nacimiento tenía apenas 17 años de edad), a quien conoció más tarde.
Su matrimonio étnicamente mixto era inusual en ese momento, pero esto no se observa a menudo en las biografías estándar. El historiador Enrique Krauze señala: "En este caso poco común, una mujer blanca había sido conquistada por un indio, no por una mujer nativa por un español"
Esta mujer admiraba notablemente a su esposo, pues a pesar de la gran diferencia de la edad entre ambos (veinte años de diferencia), posición social y sus distintos orígenes, siempre lo acompañó y apoyó incondicionalmente, aun cuando sus revolucionarias ideas no fueran acordes al tiempo en que se vivía.
Margarita vivió diversos momentos difíciles al lado de Juárez, uno de ellos, cuando su esposo fue desterrado del país por haberle negado resguardo al general y dictador Santa Anna. Además de que quedó sola con sus seis hijos y en espera de dos más, fue perseguida, razón que la obligó a buscar refugio en las siguientes haciendas, de manera sucesiva: Miguel Castroterrey, Santa Anita, Llalinas, Los Naranjos y Santa Gertrudis. Sin embargo, logró hacerse de algo de dinero, el cual utilizó para enviar ayuda a su marido, quien se encontró viviendo un tiempo en La Habana, Cuba, y después se mudó a Nueva Orleans, EE. UU.
La llegada de Juárez a México y su victoria junto al general Juan Álvarez Hurtado, le dio a Margarita la oportunidad de volver a ver a su marido. Después de haberse encontrado, a su regreso a la ciudad de Oaxaca establece una pequeña tienda en Etla, pero los problemas no acabaron en ese momento, pues poco tiempo después de publicadas las Leyes de Reforma, donde Juárez limitaba el poder de la Iglesia católica, confiscando sus propiedades (entre ellas asilos y hospitales), exclaustrando a monjas y religiosos, y separándola del gobierno, el clero decide pedir ayuda a las potencias Europeas. Francia invade México por segunda vez, y en esta invasión francesa Margarita vuelve a separarse de Juárez mas no lo abandona. En ese periodo, Margarita y sus hijas organizan reuniones, obras y otros pequeños eventos para recaudar fondos y apoyar la causa de Juárez, mediante la ayuda a las familias y personas afectadas por la guerra y a hospitales de guerra. Desgraciadamente es descubierta por el gobierno Imperialista de Maximiliano, y huye en dirección a los Estados Unidos, refugiándose inicialmente en Nueva York, aunque finalmente se oculta en Washington D. C., a donde arriba en noviembre. Mientras Margarita se encontraba en Estados Unidos, mueren dos de sus tres hijos varones, José y Antonio, lo cual le resulta un grave golpe; esto aunado al hecho de la desesperación que sufría por ver a su marido, la hacen sentir muy decaída. Después, se sobrepone e intenta darle todo el apoyo posible a su esposo, quien se comunicaba a través de cartas. Cuando triunfó la República sobre los Imperialistas, Margarita regresó a México para reencontrarse con su esposo, a bordo de un buque de guerra que el presidente de Estados Unidos puso a su disposición y a la de su familia y amigos que la acompañaron.

## Pérdidas familiares
El matrimonio Juárez-Maza, enfrentó la separación y la muerte prematura de cinco de sus doce hijos. En 1850, cuando Juárez era gobernador, murió en Oaxaca María Guadalupe a un año de haber nacido. Tres años más tarde, durante la primera separación de este matrimonio motivada por el decreto de expulsión dictado por Santa Anna, murió Amada a los dos años de edad. En la Ciudad de México, murió en 1862 su hija Jerónima Francisca que había nacido tres años antes en Veracruz durante la Guerra de Reforma.[cita requerida]
En 1864, al tiempo que Margarita y sus hijos se encontraban en Nueva York, muere su hijo José María a los ocho años de edad. Fue tal vez esta muerte la que más dolor causó a Juárez, quien en carta a Matías Romero dijo: “… no me extiendo más, porque bajo la impresión del profundísimo pesar que destroza mi corazón por la muerte del hijo a quien más amaba apenas he podido trazar las líneas que anteceden…”. Al año siguiente, en la misma ciudad estadounidense, dejó de existir su hijo Antonio de tan sólo un año de edad. [cita requerida]

## Los Juárez pierden a Margarita
Por el año 1870 Benito Juárez, que solía trabajar hasta la media noche, cambió su hora de salida a las 18.00 para pasar el resto del día con su esposa y su familia. Margarita desde un tiempo atrás había empezado a tener manifestaciones de una enfermedad que los médicos pensaban era probablemente grave. Margarita y Juárez se paseaban por el Paseo de Bucareli junto con sus hijas e hijo. En ese tiempo Bucareli remataba en la actual Arcos de Belén, era un centro de reunión social donde paseaban gente de todas las clases sociales. Los ciudadanos podían acceder al presidente directamente. Los Juárez tenían una casa en los límites de la Ciudad, junto al Templo de San Cosme, número 4 de la Calle Puente Levadizo. Juárez tenía cinco hijas: Manuela (apodada Nela por la familia) casada con Pedro Santacilia, Felicitas; María de Jesús casada con Pedro Contreras, de origen español; Margarita; Soledad y Josefa. Además el más pequeño de sus hijos era Benito de unos 13 años. Susana, la hija mayor de Juárez cuya madre fue la primera pareja de Benito, fue adoptada por Margarita formando parte integral de la familia Juárez Maza, nunca se casó. En agosto de 1870 los médicos le dijeron a Juárez que la enfermedad de Margarita era progresiva y mortal. Se cree que pudo ser cáncer. Juárez salía temprano de su oficina y llegaba a su casa alrededor de las 6:30 de la tarde.[cita requerida]
El 2 de enero de 1871 Margarita recibió los santos óleos del cura del templo de San Cosme. Toda la familia se reunió ese día incluyendo a Susana. Juárez ese día estuvo en su casa desde las 10:30 de la mañana hasta las 15:00 de la tarde. Margarita le pidió a Juárez velar por Susana e hijas solteras. Margarita le pidió a Juárez cumplir con el deseo de sus hijas de casarse por la iglesia. A las 16:00 de la tarde, Margarita murió. Juárez no quiso enviar esquelas y pidió a sus amigos que no lo hicieran y que manejaran el fallecimiento de su esposa muy discreto. Pero Sebastián Lerdo de Tejada dijo que no se podía hacer aquello porque Margarita era una mujer muy querida, por lo tanto todos los periódicos publicaron la noticia. El país entró en luto. Moños negros en muchas edificaciones, suspensión de obras teatrales y otras manifestaciones. Cientos de personas se dieron cita para acompañar el cuerpo rumbo al sepelio en el cementerio de San Fernando, cientos de coches y cientos de personas a pie. Juárez instruyó para que no se le acercaran políticos de ningún tipo exclusivamente amigos y familiares cercanos. Se venían tiempos electorales y Juárez no deseaba que mezclasen tal acontecimiento con la política.[cita requerida]
Guillermo Prieto dijo en el sepelio: "Es acaso posible que mueran las personas a quienes más amamos, pues que es posible que sólo quede vibrante mi voz para caer como sombra de la muerte, como es posible para mi señora objeto de mi devoción por años y años, contemplar su muerte... como es posible señalar... joya blanca azuzena de su hogar modesto, mujer acariciada con los brazos de oro de la virtud y la fortuna". Juárez palideció al momento de que el féretro descendía. Por semanas se habló mucho de esa ceremonia fúnebre. Juárez no fue a trabajar por una semana. Se habló del amor de Juárez por Margarita como un ejemplo a seguir. Margarita Maza de Juárez murió el 2 de enero de 1871 en su casa de campo, en San Cosme, en la Capital del país, y antes de morir pidió ser inhumada con las cenizas de sus hijos e hijas que habían muerto años atrás, actualmente sus restos descansan en el panteón de San Fernando.

## Descendencia
Margarita Maza y Benito Juárez tuvieron 12 hijos:
- En 1844 nace Manuela en Oaxaca
- En 1846 nace Margarita en Oaxaca
- En 1847 nace María Felícitas Teodora en Oaxaca
- En 1849 nace María Guadalupe en Oaxaca
- En 1850 nace Soledad en Oaxaca
- En 1851 nace Amada en Oaxaca
- En 1852 nace Benito Luis Narciso en Oaxaca
- En 1854 nace María de Jesús en Oaxaca
- En 1854 nace Josefa en Oaxaca
- En 1856 nace José María en Oaxaca
- En 1860 nace Jerónima Francisca en Veracruz
- En 1864 nace Antonio en Monterrey

Cinco de sus hijos murieron a temprana edad:
- En 1850 muere María Guadalupe
- En 1853 muere Amada
- En 1862 muere Jerónima Francisca
- En 1864 muere José María
- En 1865 muere Antonio

## Honores
El Congreso de los Estados Unidos Mexicanos, decretó que el nombre de Margarita Maza de Juárez se inscribiera con letras de oro en el Salón de Sesiones de la H. Cámara de Diputados del Congreso de la Unión, el 28 de diciembre de 1966